# تحلیل زنده‌مانی جمعیت
تحلیل زنده‌مانی جمعیت (به انگلیسی: Population viability analysis (PVA)) یک روش خاص گونه برای ارزیابی ریسک است که اغلب در زیست‌شناسی حفاظت استفاده می‌شود. به‌طور سنتی به عنوان فرآیندی تعریف می‌شود که احتمال انقراض یک جمعیت را در چند سال معین تعیین می‌کند. اخیراً PVA به عنوان ترکیبی از بوم‌شناسی و آمار توصیف شده‌است که ویژگی‌های گونه‌ها و تنوع محیطی را برای پیش‌بینی سلامت جمعیت و خطر انقراض گرد هم می‌آورد. هر PVA به‌طور جداگانه برای یک جمعیت یا گونه هدف توسعه یافته‌است، و در نتیجه، هر PVA منحصر به فرد است. هدف بزرگ‌تر در ذهن در زمان انجام PVA این است که اطمینان حاصل شود که جمعیت یک گونه در درازمدت خودپایدار است.